# Kopparslagarnas marknad

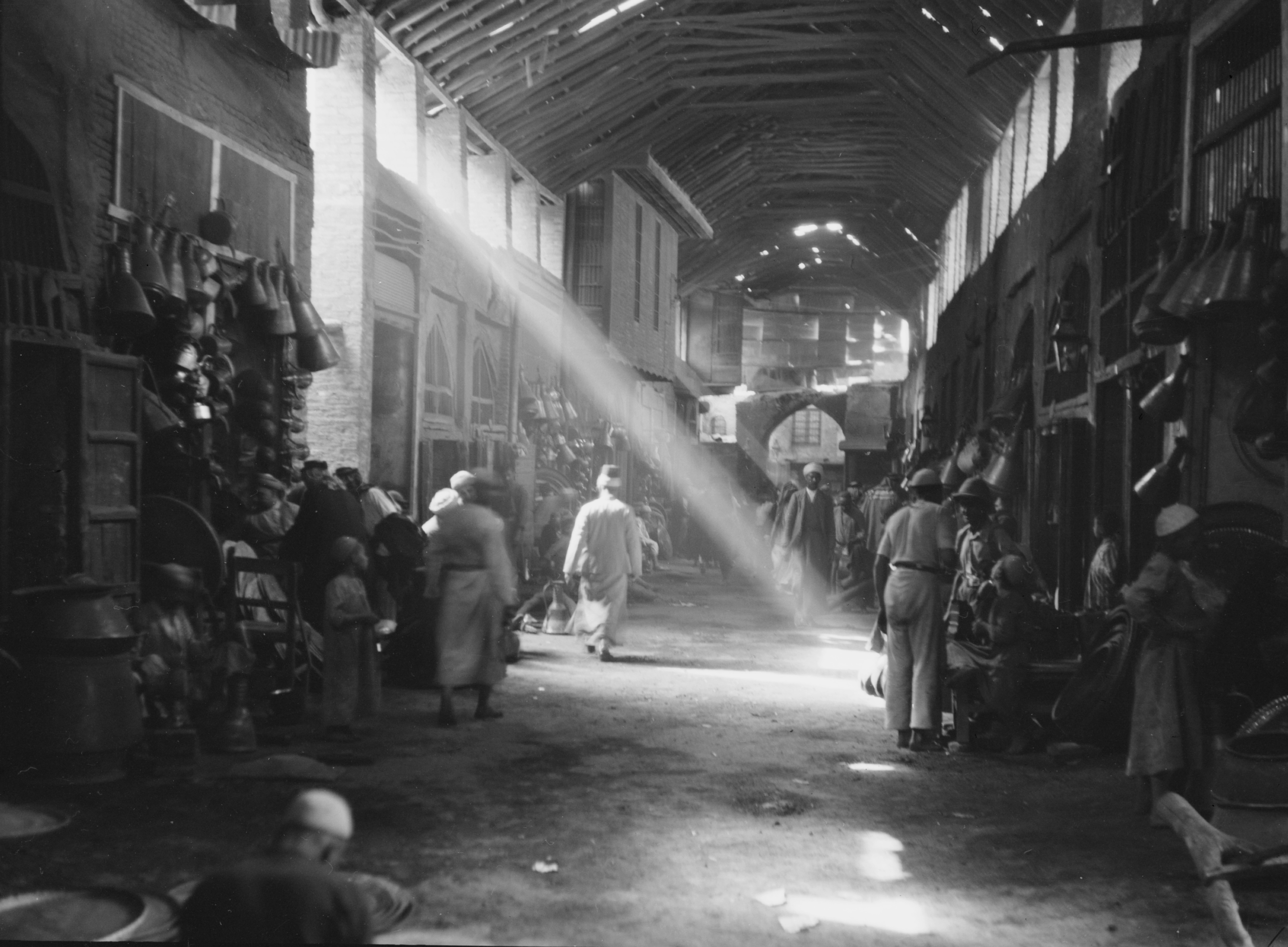
En gammal marknad som liknar Kopparslagarnas marknad för att sälja krukor och koppartallrikar i Irak 1932

Kopparslagarnas marknad (På arabiska سوق الصفافير) eller Saffarin, är en gammal marknad i Bagdad för alla produkter som tillverkas av koppar. Kopparslagarnas består av en samling butiker utspridda i smala gränder belägna i Bab al-Agha området nära Shorjah-området på Al Rasheed Street mittemot Murjan-moskén.      